# Chromolaena latisquamulosa
Chromolaena latisquamulosa là một loài thực vật có hoa trong họ Cúc. Loài này được (Hieron.) R.M.King & H.Rob. mô tả khoa học đầu tiên năm 1970.